# Вальделакаса-де-Тахо
Вальделакаса-де-Тахо (ісп. Valdelacasa de Tajo) — муніципалітет в Іспанії, у складі автономної спільноти Естремадура, у провінції Касерес. Населення — 446 осіб (2010).
Муніципалітет розташований на відстані близько 150 км на південний захід від Мадрида, 95 км на схід від Касереса.

## Демографія
Динаміка населення (INE ):

## Галерея зображень

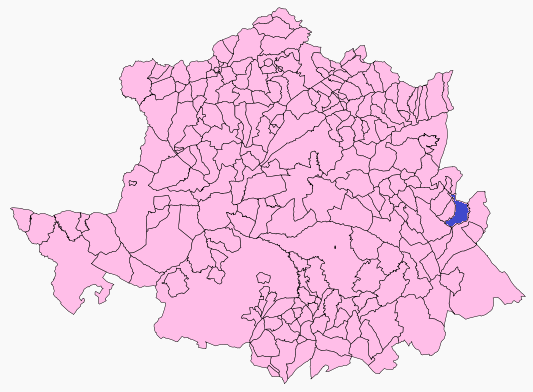
Розташування муніципалітету у провінції Касерес